# Daniel Roebuck

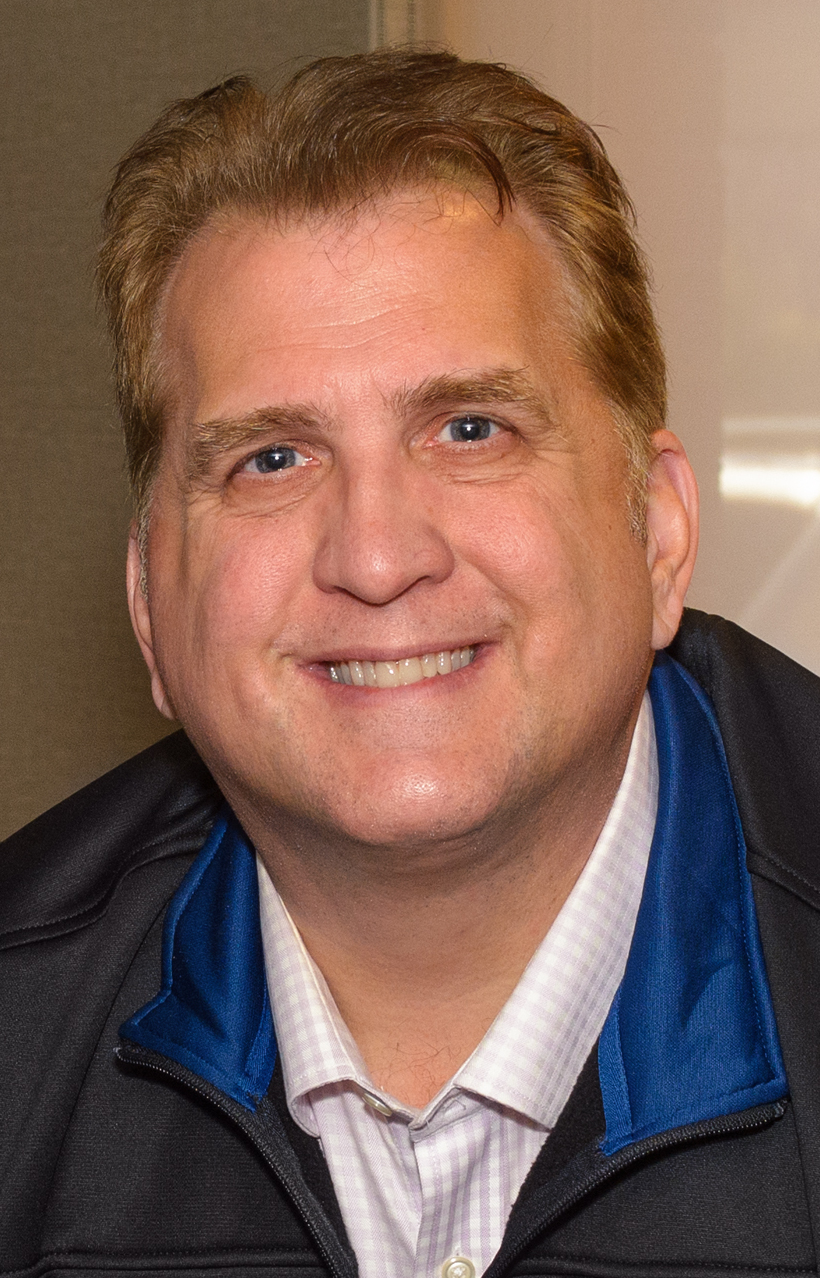
Daniel Roebuck (2017)

Daniel James „Dan“ Roebuck (* 4. März 1963 in Bethlehem, Pennsylvania) ist ein US-amerikanischer Schauspieler, Regisseur, Drehbuchautor und Produzent.

## Leben
Im Alter von neun Jahren hatte er erste Auftritte in der lokalen Umgebung seiner Heimatstadt, und mit 13 zog er als Clown mit einem Wanderzirkus durch mehrere US-Staaten. Mit 21 Jahren ging Roebuck nach Los Angeles, wo er zunächst auf Theaterbühnen zu sehen war, bis er dann auch erste Fernsehrollen erhielt.
Durch die Serie Matlock wurde er schließlich einem breiteren Publikum bekannt. Von 1993 bis 1995 spielte er Cliff Lewis, den Assistenten des erfolgreichen Anwalts, verkörpert von Andy Griffith. Zuvor hatte Roebuck 1987 in der ersten Staffel der Serie in Folge 25 bereits einen Gastauftritt als Arzt Dr. Shawn gehabt. Danach spielte er unter anderem in der Polizeiserie Nash Bridges den Rechtsanwalt Richard Bettina. Es folgten Gastauftritte in Serien wie Lost, Desperate Housewives und Six Feet Under – Gestorben wird immer (2002).
Im Laufe der Zeit hat Roebuck in mehr als 200 Film- und Fernsehproduktionen vor der Kamera gestanden, sich aber gleichzeitig auch als Produzent, Regisseur und Autor betätigt.
Er ist seit dem 7. Mai 1994 mit Kelly Durst verheiratet, mit der er zwei Kinder hat. Zuvor war Roebuck von 1983 bis 1987 mit seiner ersten Frau Leslie verheiratet.

## Filmografie (Auswahl)

### Filme und Serien
- 1985: Cavegirl
- 1986: Das Messer am Ufer (River’s Edge)
- 1987: Dudes – Halt mich fest, die Wüste bebt! (Dudes)
- 1987: Projekt X
- 1987–1995: Matlock (Fernsehserie, 55 Folgen)
- 1988: Der letzte Outlaw (Miles from Home)
- 1989: Terror Eyes
- 1989: Im Tresor ist die Hölle los (Disorganized Crime)
- 1990: Capital News
- 1991: Der Ballerina Killer (The Killing Mind, Fernsehfilm)
- 1991: Lockwell
- 1991: Raumschiff Enterprise: Das nächste Jahrhundert (Star Trek: The Next Generation, Fernsehserie, 2 Folgen)
- 1992: Only you als Marty
- 1992: Die Verschwörer (Dark Justice, Fernsehserie, Folge 2x03)
- 1992: Zurück in die Vergangenheit (Quantum Leap, Fernsehserie, Folge 4x11 The Play’s the Thing – September 9, 1969)
- 1992: Eddie Presley
- 1993: Now Renting
- 1993: King B: A Life in the Movies
- 1993: Auf der Flucht (The Fugitive)
- 1994: Ich bin unschuldig (Moment of Truth: Caught in the Crossfire, Fernsehfilm)
- 1996: Kleine Jessica – Ein Vaterherz in Not (Abducted: A Father’s Love, Fernsehfilm)
- 1996: The Late Shift – Spätvorstellung (The Late Shift, Fernsehfilm)
- 1996: Superman – Die Abenteuer von Lois & Clark (Lois & Clark: The New Adventures of Superman, Fernsehserie, Folge 3x19 Oedipus Wrecks)
- 1996: Hausarrest (House Arrest)
- 1996: Driven
- 1996: Emergency in Space – Notfall im All (The Cold Equations, Fernsehfilm)
- 1996–2000: Nash Bridges (Fernsehserie, 14 Folgen)
- 1997: Stir
- 1997: Spy Game (Fernsehserie, Folge 1x09 Lorne and Max Drop the Ball)
- 1997: Money Talks – Geld stinkt nicht (Money Talks)
- 1997: American Hero
- 1997: Cadillac
- 1997: Pretender (The Pretender, Fernsehserie, Folge 1x11 Bomb Squad)
- 1998: Buddy Faro (Fernsehserie, Folge 1x04 Ain’t That a Kick in the Head)
- 1998: Rache nach Plan (Fernsehfilm)
- 1998: V.I.P. – Die Bodyguards (V.I.P., Fernsehserie, Folge 1x01 Beats Working at a Hot Dog Stand)
- 1998: George & Leo (Fernsehserie, Folge 1x21 The Massage)
- 1998: Auf der Jagd (U.S. Marshals)
- 1998: Sweet Jane
- 1998: Together & Alone
- 1999: King of Queens (The King of Queens, Fernsehserie, Folge 1x17 Court Date)
- 2000: Mexico City
- 2000: Allein gegen die Zukunft (Early Edition, Fernsehserie, Folge 4x13 Gifted)
- 2000: The West Wing – Im Zentrum der Macht (The West Wing, Fernsehserie, Folge 2x05 And It’s Surely to Their Credit)
- 2000: Ein Witzbold namens Carey (The Drew Carey Show, Fernsehserie, Folge 6x03 Drew’s Inheritance)
- 2000: Up Against Amanda
- 2000: Jamie und die Fünflinge (Quints, Fernsehfilm)
- 2000: Hollywood Off-Ramp (Fernsehserie, Folge 1x04 Big Screen)
- 2000: Final Destination
- 2000: Martial Law – Der Karate-Cop (Martial Law, Fernsehserie, Folge 2x18)
- 2002: Eine Mami vom Weihnachtsmann (Mary Christmas, Fernsehfilm)
- 2003: Agent Cody Banks
- 2004: Agent Cody Banks 2: Mission London (Agent Cody Banks 2: Destination London)
- 2005: Desperate Housewives (Fernsehserie, Folge 2x02 Kontrolle ist alles)
- 2005: Monk (Fernsehserie, Folge 4x05 Mr. Monk Gets Drunk)
- 2005: American Black Beauty
- 2005: Law & Order (Fernsehserie, Folge 16x08 New York Minute)
- 2005: Supercross
- 2005–2010: Lost (Fernsehserie, 7 Folgen)
- 2006: 30 Weight
- 2006: Close to Home (Fernsehfilm)
- 2006: Ghost Whisperer – Stimmen aus dem Jenseits (Ghost Whisperer, Fernsehserie, Folge 1x20 Ihr letzter Tanz)
- 2007: Without a Trace – Spurlos verschwunden (Without a Trace, Fernsehserie, Folge 5x13 Eating Away)
- 2007: A Family Lost
- 2007: Trail of the Screaming Forehead
- 2007: LA Blues
- 2007: Deckname Shredderman (Shredderman Rules, Fernsehfilm)
- 2007: Orion Slave Girls Must Die!!!
- 2007: Misty & Sara
- 2007: K-Ville (Fernsehserie, Folge 1x04 No Good Deed)
- 2007: Halloween
- 2008: How My Dad Killed Dracula
- 2008: Rex
- 2008: Bones – Die Knochenjägerin (Bones, Fernsehserie, Folge 3x11 Spieler unter Druck)
- 2008: Bryan Loves You
- 2008: Eleventh Hour – Einsatz in letzter Sekunde (Eleventh Hour, Fernsehserie, Folge 1x02 Cardiac)
- 2008: Finding Amanda
- 2008: Flash of Genius
- 2009: A Fork in the Road
- 2009: Asylum Hill
- 2009: Dark and Stormy Night
- 2009: Dozers
- 2009: Halloween II
- 2009: Jack and the Beanstalk
- 2009: The Mandala Maker
- 2009: The Lost Skeleton Returns Again
- 2010–2012: Glee (Fernsehserie, 3 Folgen)
- 2011–2015: Grimm (Fernsehserie, 2 Folgen)
- 2012: Castle (Castle, Fernsehserie, Folge 5x07 Abgesang)
- 2013: Mob City (Fernsehserie, 6 Folgen)
- 2015: The Man in the High Castle (Fernsehserie, 10 Folgen)
- 2016: Criminal Minds (Fernsehserie, Folge 11x14 Hostage)
- 2016: Dead Man Rising
- 2016: 31
- 2018–2024: 9-1-1 (Fernsehserie, 5 Folgen)
- 2019: 3 from Hell
- 2022: The Munsters
- 2024: Stream
- 2024: Terrifier 3

### Videospiele
- 2019: Star Wars Jedi: Fallen Order
- 2023: Star Wars Jedi: Survivor